# Tephrochlamys australis
Tephrochlamys australis är en tvåvingeart som beskrevs av Timothy M. Cogan 1970. Tephrochlamys australis ingår i släktet Tephrochlamys och familjen myllflugor. Inga underarter finns listade i Catalogue of Life.